# Jeanie Drynan
Jeanie Drynan (...) è un'attrice australiana.
Ha lavorato sia per il cinema sia per la televisione, è conosciuta principalmente per il suo ruolo nella serie televisiva australiana Class of '74 e per la sua interpretazione nel film Le nozze di Muriel (1994).